# Latimeria
Latimeria es un género de peces sarcopterigios que incluye las dos especies vivientes de celacantos, el celacanto de Comores (Latimeria chalumnae) y el celacanto de Indonesia (Latimeria menadoensis).

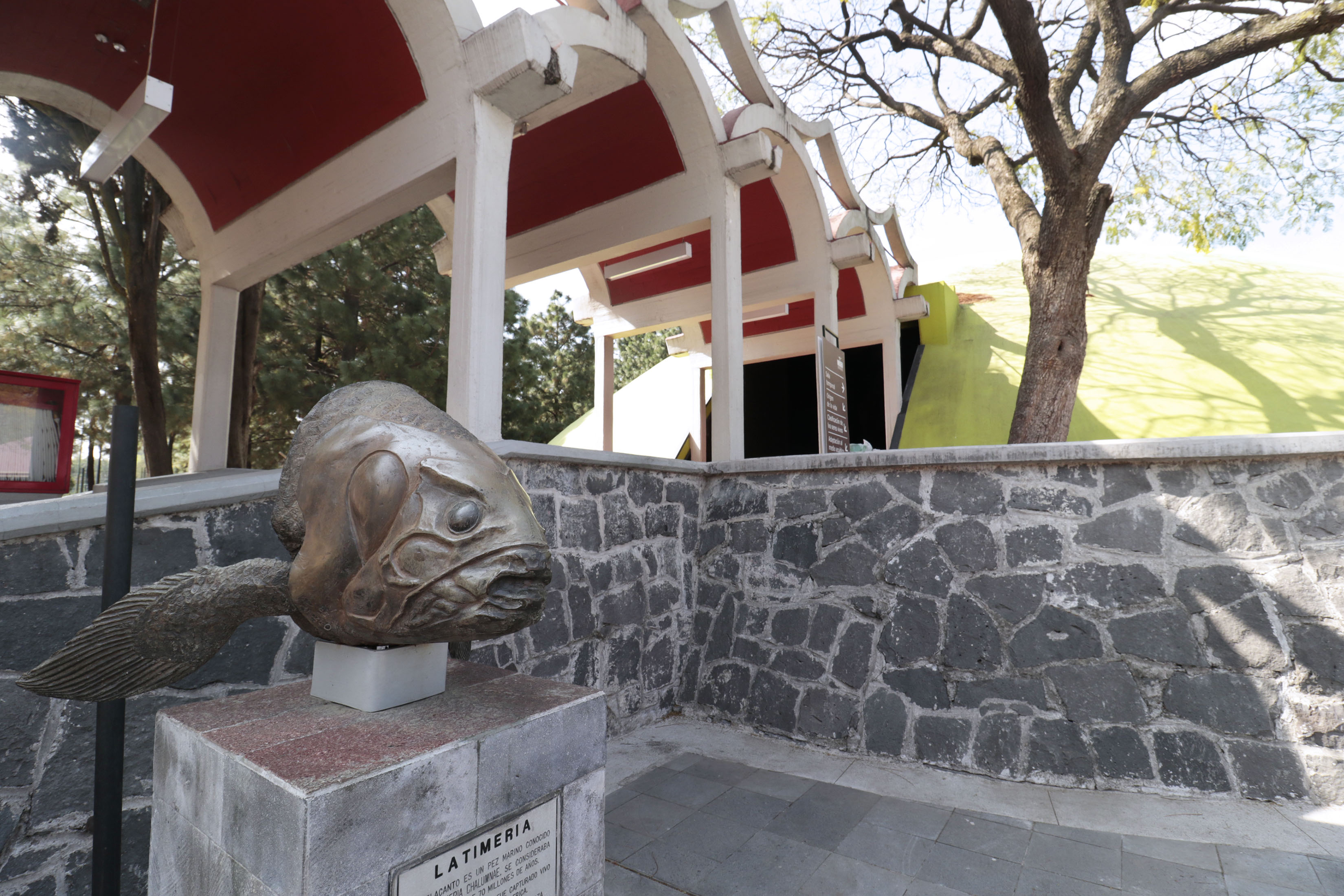
Busto de una latimeria en el Museo de Historia Natural, Ciudad de México.

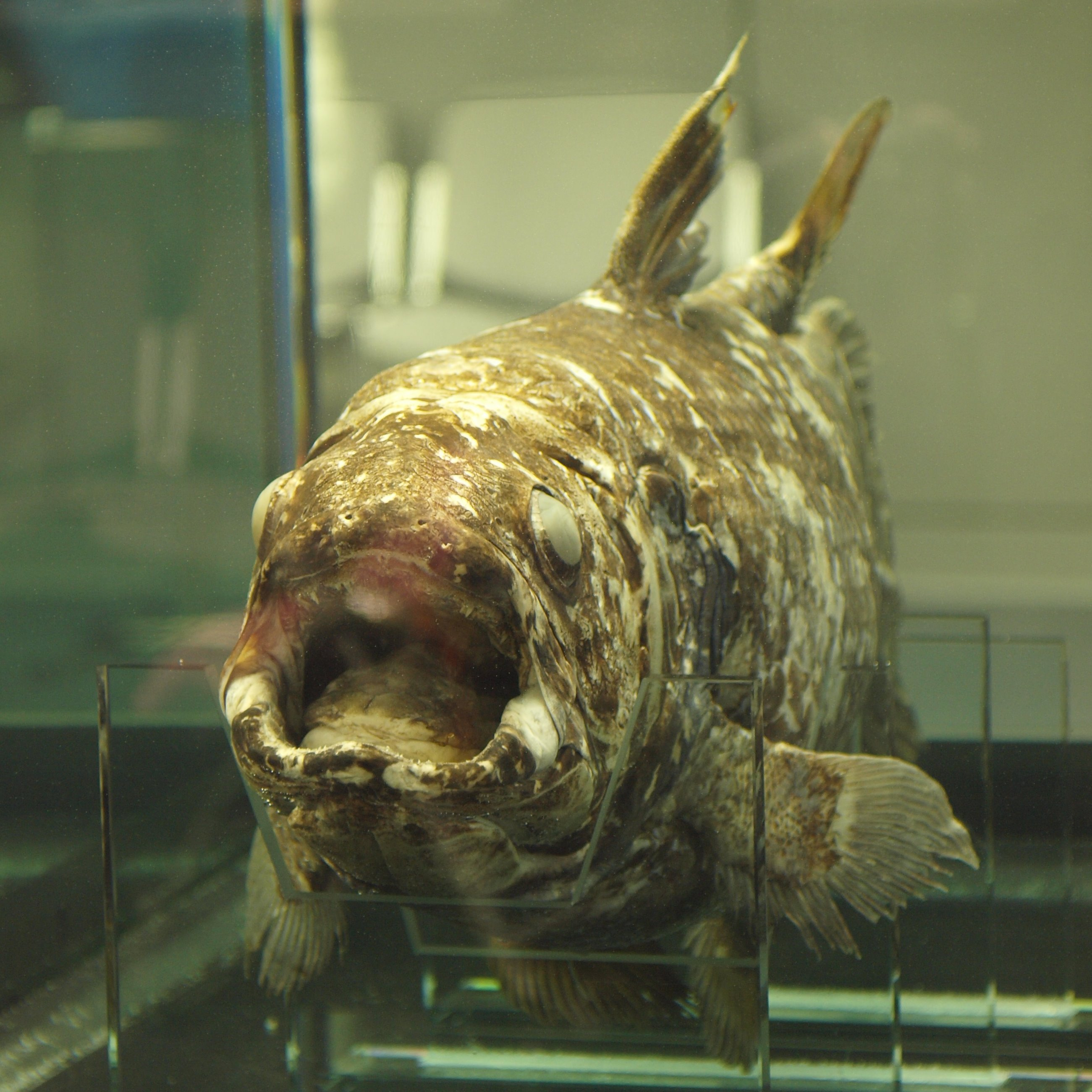
Latimeria menadoensis

## Etimología
Su nombre fue dado como una dedicatoria a Marjorie Courtenay-Latimer quien encontró en 1938 el animal en Sudáfrica. Ella se contactó con el taxónomo James Leonard Brierley Smith que en febrero de 1939 tras regresar de un viaje reconoció al animal como un celacanto, grupo que se creía extinguido hace millones de años.